# Чемпионат Австралии по волейболу среди женщин
Чемпионат Австралии по волейболу среди женщин — ежегодное соревнование женских волейбольных команд Австралии. 
С 1998 организатором является Австралийская волейбольная лига (Australian Volleyball League — AVL). До 1997 в чемпионате участвовали сборные штатов и территорий. С 2019 чемпионат проходит в рамках суперлиги.

## Формула соревнований
В 2024 году чемпионат суперлиги AVL проводился в два этапа — предварительный и плей-офф. На предварительной стадии команды-участницы провели однокруговой турнир. По его итогам 4 лучшие команды вышли в «финал четырёх» и определили призёров первенства.
Чемпионат 2024 проходил с августа по октябрь с участием 6 команд: «Вестерн Острейлиа Стил» (Перт), «Мельбурн Вайперс» (Мельбурн), «Аделаида Сторм» (Аделаида), «Квинсленд Пайретс» (Брисбен), «Канберра Хит» (Канберра), «Нью-Саут Уэллс Феникс» (Сидней). В финале «Квинсленд Пайретс» победил команду «Аделаида Сторм» 3:1. 3-е место заняла «Вестерн Острейлиа Стил».

## Призёры
| Сезон | 1-е место                                   | 2-е место                                   | 3-е место                                   |
| ----- | ------------------------------------------- | ------------------------------------------- | ------------------------------------------- |
| 1998  | AIS Канберра                                | «Маунт Лофти» Аделаида                      | «Мельбурн Фэлконс» Мельбурн                 |
| 1999  | «Канберра Кугарс» Канберра                  | «Мельбурн Фэлконс» Мельбурн                 | «Сеновис Аделаида Фьюри» Аделаида           |
| 2000  | «Канберра Кугарс» Канберра                  | «Квинсленд Пайретс» Брисбен                 | «Маунт Лофти» Аделаида                      |
| 2001  | «Мельбурн Фэлконс» Мельбурн                 | UTS Сидней                                  | «Маунт Лофти» Аделаида                      |
| 2002  | «Маунт Лофти» Аделаида                      | «Мельбурн Фэлконс» Мельбурн                 | UTS Сидней                                  |
| 2003  | «Вестерн Острейлиа Пирлс» Перт              | AIS Канберра                                | UTS Сидней                                  |
| 2004  | AIS Канберра                                | «Юнивёрсити оф Сидней» Сидней               | «Мельбурн Фэлконс» Мельбурн                 |
| 2005  | «USC Лайон» Аделаида                        | «Канберра Хит» Канберра                     | «Мельбурн Фэлконс» Мельбурн                 |
| 2006  | «Маунт Лофти» Аделаида                      | «Сидней Лайонс» Сидней                      | UTS Сидней                                  |
| 2007  | «Юни Блюз» Мельбурн                         | «UTSSU Феникс» Сидней                       | «Аделаида Рейнджерс» Аделаида               |
| 2008  | «UTSSU Феникс» Сидней                       | «Юни Блюз» Мельбурн                         | «Квинсленд Пайретс» Брисбен                 |
| 2009  | «Вестерн Острейлиа Пирлс» Перт              | «Юни Блюз» Мельбурн                         | «Саут Острейлиа» Аделаида                   |
| 2010  | «Вестерн Острейлиа Пирлс» Перт              | «Юни Блюз» Мельбурн                         | «UTSSU Феникс» Сидней                       |
| 2011  | «Вестерн Острейлиа Пирлс» Перт              | «Саут Острейлиа» Аделаида                   | «Юни Блюз» Мельбурн                         |
| 2012  | «Квинсленд Пайретс» Брисбен                 | «VVA Валчерс» Мельбурн                      | «Вестерн Острейлиа Пирлс» Перт              |
| 2013  | «Юни Блюз» Мельбурн                         | «Вестерн Острейлиа Пирлс» Перт              | «VVA Валчерс» Мельбурн                      |
| 2014  | «Юни Блюз» Мельбурн                         | «UTSSU Феникс» Сидней                       | «Квинсленд Пайретс» Брисбен                 |
| 2015  | «Юни Блюз» Мельбурн                         | «UTSSU Феникс» Сидней                       | «VVA Валчерс» Мельбурн                      |
| 2016  | «Юни Блюз» Мельбурн                         | «Квинсленд Пайретс» Брисбен                 | «Сидней Амазонс» Сидней                     |
| 2017  | «Юни Блюз» Мельбурн                         | «Вестерн Острейлиа Пирлс» Перт              | «Квинсленд Пайретс» Брисбен                 |
| 2018  | «Юни Блюз» Мельбурн                         | «Сентр оф Экселленс» Канберра               | «Канберра Хит» Канберра                     |
| 2019  | «Мельбурн Вайперс» Мельбурн                 | «Квинсленд Пайретс» Брисбен                 | «Аделаида Сторм» Аделаида                   |
| 2020  | чемпионаты отменены из-за пандемии COVID-19 | чемпионаты отменены из-за пандемии COVID-19 | чемпионаты отменены из-за пандемии COVID-19 |
| 2021  | чемпионаты отменены из-за пандемии COVID-19 | чемпионаты отменены из-за пандемии COVID-19 | чемпионаты отменены из-за пандемии COVID-19 |
| 2022  | «Квинсленд Пайретс» Брисбен                 | «Вестерн Острейлиа Стил» Перт               | «Мельбурн Вайперс» Мельбурн                 |
| 2023  | «Перт Стил» Перт                            | «Квинсленд Пайретс» Брисбен                 | «Мельбурн Вайперс» Мельбурн                 |
| 2024  | «Квинсленд Пайретс» Брисбен                 | «Аделаида Сторм» Аделаида                   | «Вестерн Острейлиа Стил» Перт               |